# Danilo Stojanović
Pour les articles homonymes, voir Stojanović.
Danilo Stojanović, plus connu comme Čika Dača, né en 1877 à Lapovo et mort en 1967 à Belgrade, est un joueur, entraîneur et dirigeant de football yougoslave. Il est considéré comme l'un des pionniers du football en Serbie.

## Biographie
Passionné de football, Stojanović lance le 14 septembre 1903 le premier club de football en Serbie, le FK Šumadija 1903. Président du club, il joue comme gardien de but, une position où il brille par son élégance. En 1906, il quitte le club pour partir à Belgrade. Il s'inscrit au SK Soko, ou il évolue généralement ailier gauche.
En 1911, Stojanović y fonde avec d'autres camarades un nouveau club, le BSK Belgrade dont il est vice-président. Un an plus tard, il quitte le club sur des désaccords et prend la direction du SK Dušanovac, où il reprend à l'occasion le poste de gardien de but. Le 1er août 1913, il fonde avec d'autres dissidents le SK Velika Srbija, où il joue encore un peu. Le club remporte en 1914 la première compétition de clubs en Serbie, la Coupe olympique de Serbie (en). À la suite de la création du royaume des Serbes, Croates et Slovènes en 1919, le club est renommé SK Jugoslavija. Stojanović en devient l'entraineur en 1923 et 1924, quelques mois avant que le club ne remporte son premier titre de champion de Yougoslavie. Il quitte la direction du club en 1926.
Il poursuit sa carrière dans la direction d'organisations sportives. En 1951, il publie ses mémoires Čika Dačine uspomene (en français : « Les mémoires de Čika Dača »).
Le stade du FK Radnički 1923, basé à Kragujevac, est baptisé Stadion Čika-Dača (en) en son hommage.